# پایان فرمانروایی روم در بریتانیا

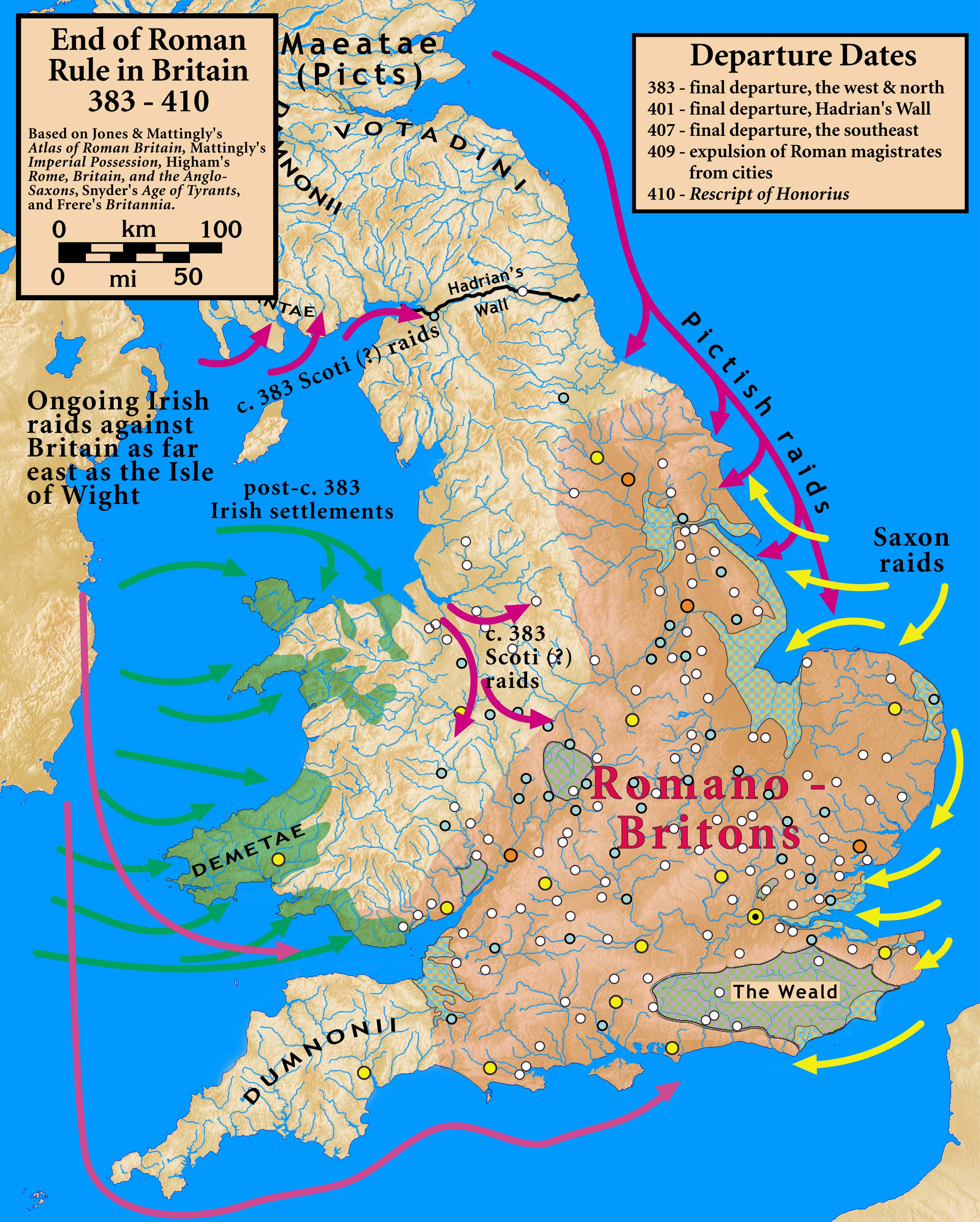

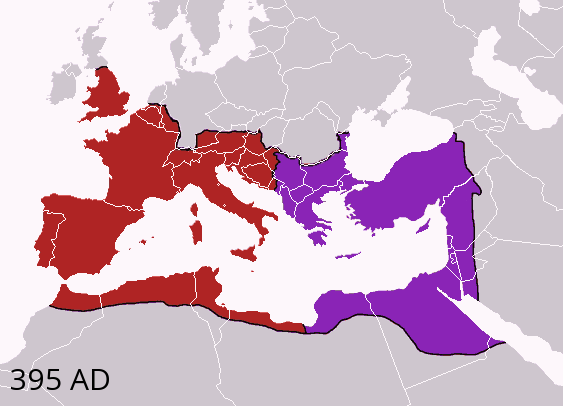
امپراتوری روم غربی و شرقی در سال ۳۹۵

پایان فرمانروایی روم در بریتانیا، گذر از بریتانیای رومی به بریتانیای پس از روم بود. فرمانروایی روم در بخش‌های گوناگون بریتانیا در زمان‌های گوناگون و تحت شرایط گوناگون پایان یافت.
در سال ۳۸۳، ماگنوس ماکسیموس سربازان خود را از شمال و باختر بریتانیا بیرون کشید تا احتمالاً جنگ‌سارالان را در تحت نظارت خود داشته باشد.
پیرامون ۴۱۰ میلادی، رومی-انگلیسی‌ها کلانترهای کنستانتین سوم را بیرون کردند. او پیشتر پادگان‌های رومی را در بریتانیا تهی کرده و سربازان آن را در پاسخ به «گذشتن دودمان‌های ژرمن از راین» در ماه‌های پایانی سال ۴۰۶ به گال فرستاد و اینگونه این جزیره را قربانی تاخت‌وتاز بربرها کرده‌بود.
امپراتور روم، هونوریوس (دورهٔ امپراتوری:۳۹۳ تا ۴۲۳) به درخواست کمک پاسخ داد و به شهرهای رومی گفت که به دفاع از خود بپردازند (که این به‌گونه‌ای پذیرش ضمنی خودگردانی موقت بریتانیا بود) چراکه هونوریوس در جنگ گسترده‌ای در ایتالیا علیه ویسیگوت‌های تحت فرماندهی آلاریک یکم می‌جنگید و خود روم نیز در محاصره بود و نمی‌شد از هیچ نیرویی چشم پوشید و برای نگاهبانی از بریتانیا گسیل‌شان داشت. اگرچه هونوریوس چشم می‌داشت به زودی کنترل استان‌ها را دوباره به دست آورد، ولی در میانه‌های سدهٔ ششم پروکوپیوس دریافت که چیرگی روم بر بریتانیا کاملاً از دست رفته‌است.